# Брэтиану, Пиа
Пи́а (Пия, Калиопия) Брэтиа́ну (рум. Pia Brătianu, девичья фамилия Pleşoianu; 1841—1920) — жена Иона Брэтиану, видного румынского политика.

## Биография
Родилась в 1841 году местечке Плешою в семье Луки и Евгении Плешояну (Luca și Evghenia Pleșoianu), бояр из округа Валча. Её мать умерла молодой от послеродовой лихорадки при рождении второй дочери в 1842 году.
Калиопию с сестрой вырастила их бабушка Султана Капелеану (Sultana Capeleanu). Она училась в школуе-интернате в городе Крайова. В возрасте 16 лет осиротела после смерти отца, оставшись под опекой двух дядей с консервативными взглядами — Янку Капелеану и Матея Владеску (Iancu Capeleanu și Matei Vlădescu), которые отправили девушку в монастырь Schitul Ostrov в городе Кэлимэнешти на попечение матери Максимилии, которая была сестрой Иона Брэтиану. Познакомившись, они поженились 6 июля 1858 года в этом же монастыре, несмотря на разницу в возрасте на 20 лет и оппозицию семьи Пии. Молодая семья решила поселиться в Штефэнешти, в одном из поместий, которое досталось Иону Брэтиану после смерти его отца. В этом же году они начали перестройку дома и временно жили у  одной из сестёр Иона — Аники Фурдуеску (Anica Furduescu).
В первые годы после свадьбы на Пию оказала большое влияние румынская журналистка шотландского происхождения Мария Розетти. Под впечатлением нового мира, открывшегося перед ней после вступления в брак, она увидела недостатки в своём образовании и решила заняться самообразованием: она брала уроки французского языка, изучала литературу, грамматику и историю. Сам Ион Брэтиану вызвался преподавать ей уроки истории.

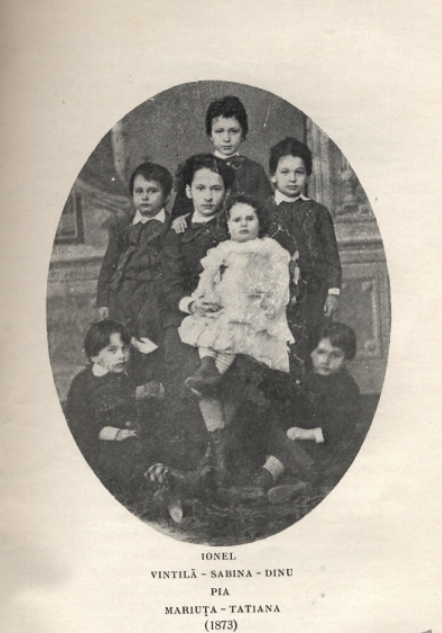
Дети Пии и Иона Брэтиану

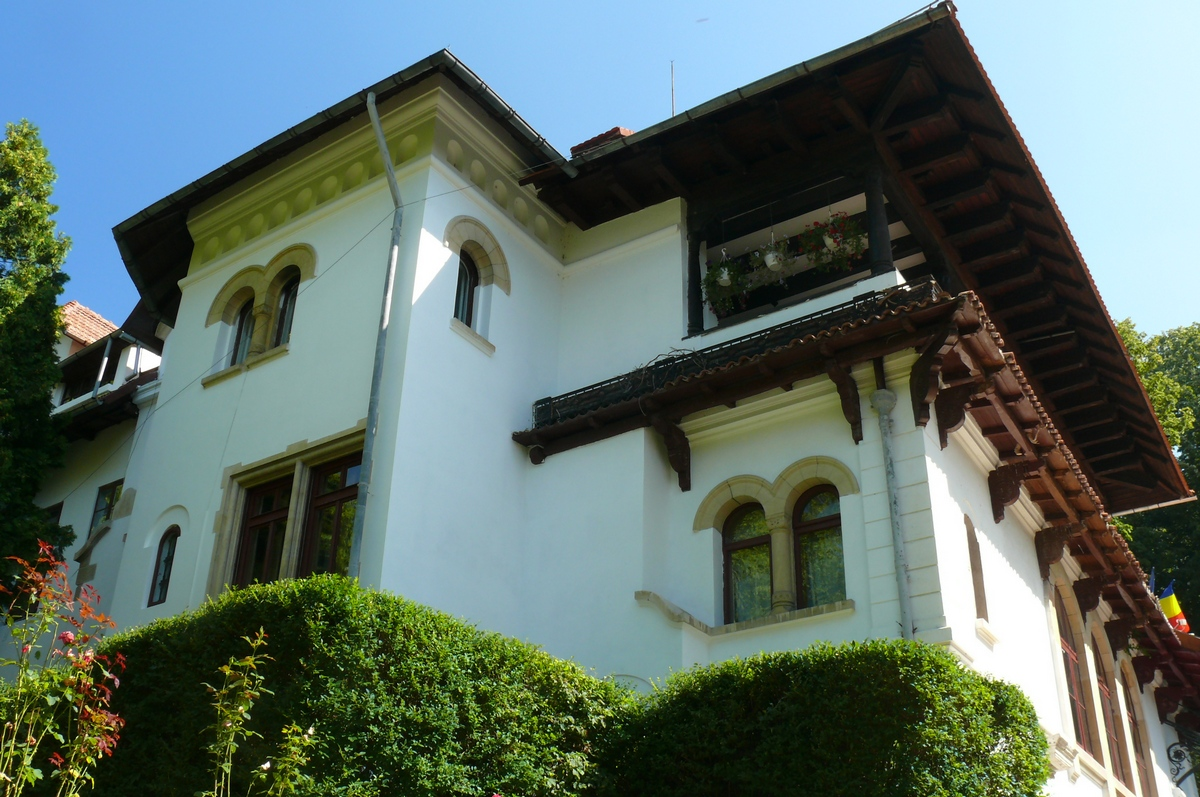
Культурный центр Florica

В семье у них родилось восемь детей: три мальчика и пять девочек. Первая из них — Флорика (Florica), умерла в возрасте трех лет. В память о ней Ион Брэтиану назвал резиденцию в Штефэнешти. Другие дети в их семье: Сабина (1863—1941), Ионел (1864—1927), Дину (1866—1950), Винтилэ (1867—1930), Мария (1868—1945), Татьяна (1870—1940) и Пиа (1872—1946). Двое из сыновей: Ионел и Винтилэ — стали премьер-министрами Румынии.
Умерла в 1920 году в Бухаресте. В её честь названа гимназия Școala Gimnazia в Бухаресте.
Семейная резиденция Florica стала центром культуры и политики, в котором побывали многие зарубежные и румынские персоны: государственные деятели, политики, писатели, деятели науки и культуры. Румынские либералы считали её настоящей интеллигенции. В настоящее время является памятником архитектуры, а также культурным центром, местом отдыха и творчества.